# 1952 au Nouveau-Brunswick
Chronologie du Nouveau-Brunswick
- 1948
- 1949
- 1950
- 1951
- 1952
- 1953
- 1954
- 1955
- 1956

Cette page concerne des événements d'actualité qui se sont produits durant l'année 1952 dans la province canadienne du Nouveau-Brunswick.

## Événements
- 1er janvier : Leger's Corner devient le village de Dieppe.
- 26 mai : les progressiste-conservateurs Gage Montgomery et Albany Robichaud remportent l'élection partielle fédérale de Victoria—Carleton et Gloucester.
- 22 septembre : 42e élection générale néo-brunswickoise.
- 8 octobre : Hugh John Flemming devient premier ministre.

## Naissances
- 18 février : Bernard Valcourt, député et ministre.
- 13 mars : John Winston Foran, député et ministre.
- 28 mars : Keith Ashfield, député et ministre.
- 11 mai : Guy Arsenault, député.
- 4 juin : Denis Losier, député et ministre.

## Décès
- 3 janvier : Heber Harold Hatfield, maire et député.
- 16 février : Thomas Jean Bourque, député et sénateur.
- 8 avril : William Arthur Losier, député.